# Carlos S. Camacho
Carlos Sablan Camacho (ur. 27 lutego 1937 na Saipanie, Mariany Północne) – mariański polityk. Pierwszy demokratycznie wybrany gubernator tego terytorium; członek Partii Demokratycznej (Democratic Party). Swój urząd sprawował od 9 stycznia 1978 do 11 stycznia 1982.